# Jan Bobrovský
Jan Bobrovský (nascido em 29 de março de 1945) é um ex-jogador e treinador tcheco de basquetebol, campeão europeu em 2005 como treinador da equipe tcheca feminina.